# Jerzy Orłowski (1934–2009)
Jerzy Orłowski (ur. 8 lipca 1934 w Halinie w powiecie aleksandrowskim, zm. 6 grudnia 2009) – polski inżynier rolnictwa, poseł na Sejm PRL VI kadencji.

## Życiorys
Syn Stefana i Anieli. Ukończył studia Wydziale Rolniczym Wyższej Szkole Rolniczej w Szczecinie. Następnie, w 1961 został starszym instruktorem w Związku Producentów Trzody Chlewnej we Włocławku, a w 1966 dyrektorem państwowego gospodarstwa rolnego w Kazaniu. W 1969 został absolwentem Podyplomowego Studium Ekonomiki i Organizacji Przedsiębiorstw Rolniczych przy Szkole Głównej Gospodarstwa Wiejskiego w Warszawie.
Do Polskiej Zjednoczonej Partii Robotniczej wstąpił w marcu 1966. W latach 1967–1969 zasiadał w Komitecie Gromadzkim partii w Lubrańcu. Będąc członkiem Wojewódzkiej Rady Narodowej w Bydgoszczy, pełnił obowiązki zastępcy przewodniczącego Komisji Budżetu i Planu Gospodarczego. Był zastępcą przewodniczącego oddziału powiatowego Stowarzyszenia Inżynierów i Techników Rolnictwa we Włocławku. W 1972 uzyskał mandat posła na Sejm PRL w okręgu Włocławek. Zasiadał w Komisji Obrony Narodowej oraz w Komisji Rolnictwa i Przemysłu Spożywczego. Od stycznia 1973 do maja 1975 był I sekretarzem Komitetu Powiatowego PZPR we Włocławku, od czerwca 1975 do marca 1979 wicewojewodą włocławskim, od kwietnia 1979 do lutego 1982 przewodniczącym Wojewódzkiej Komisji Kontroli Partyjnej Komitetu Wojewódzkiego PZPR we Włocławku, a od sierpnia 1985 do listopada 1988 starszym instruktorem Wydziału Rolnego tegoż KW.
Otrzymał Medal „Za Zasługi dla Powiatu Włocławskiego” przyznany przez prezydium Powiatowej Rady Narodowej we Włocławku. Pochowany w Pińczacie.